# Де-Ког
Де-Ког (нід. De Koog) — село в нідерландській провінції Північна Голландія, на узбережжі Північного моря. Входить до муніципалітету Тесел, розташоване на однойменному острові.
Його площа становить 2,83 км², а населення станом на 2021 рік складало 1 035 осіб.
Перша згадка про населений пункт датується 1436 роком.

## Галерея

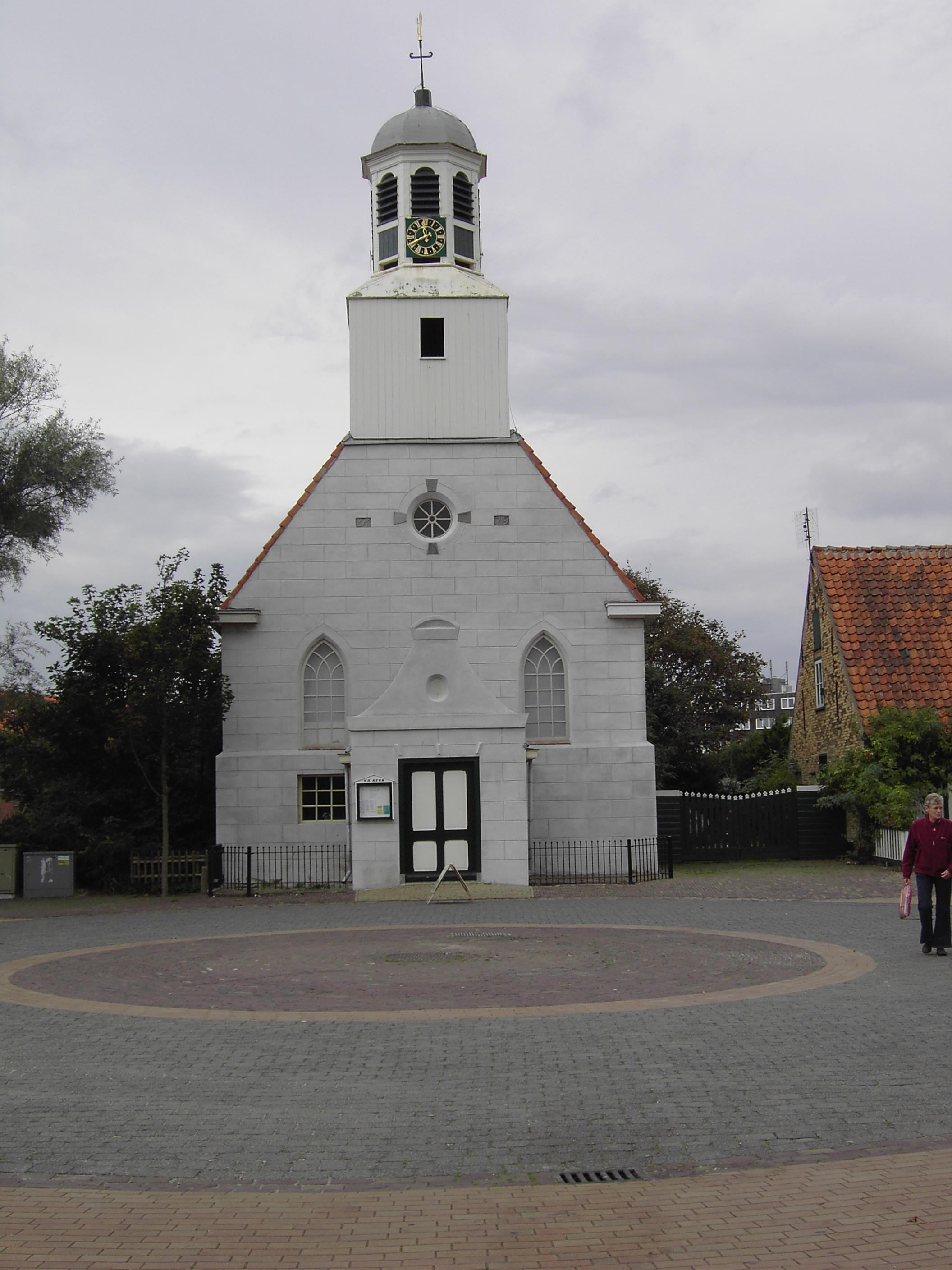
Сільська церкви
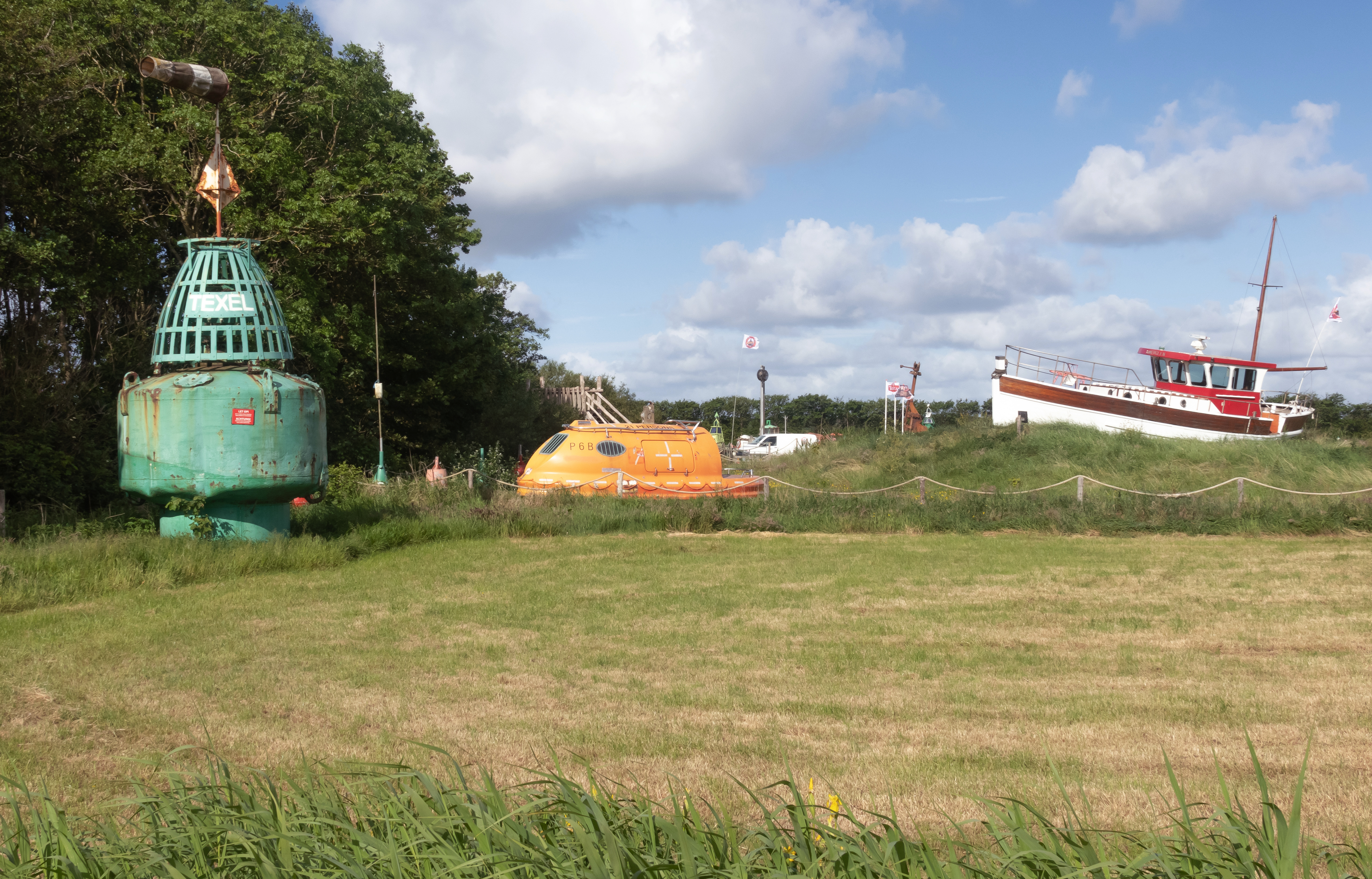
Музей у селі
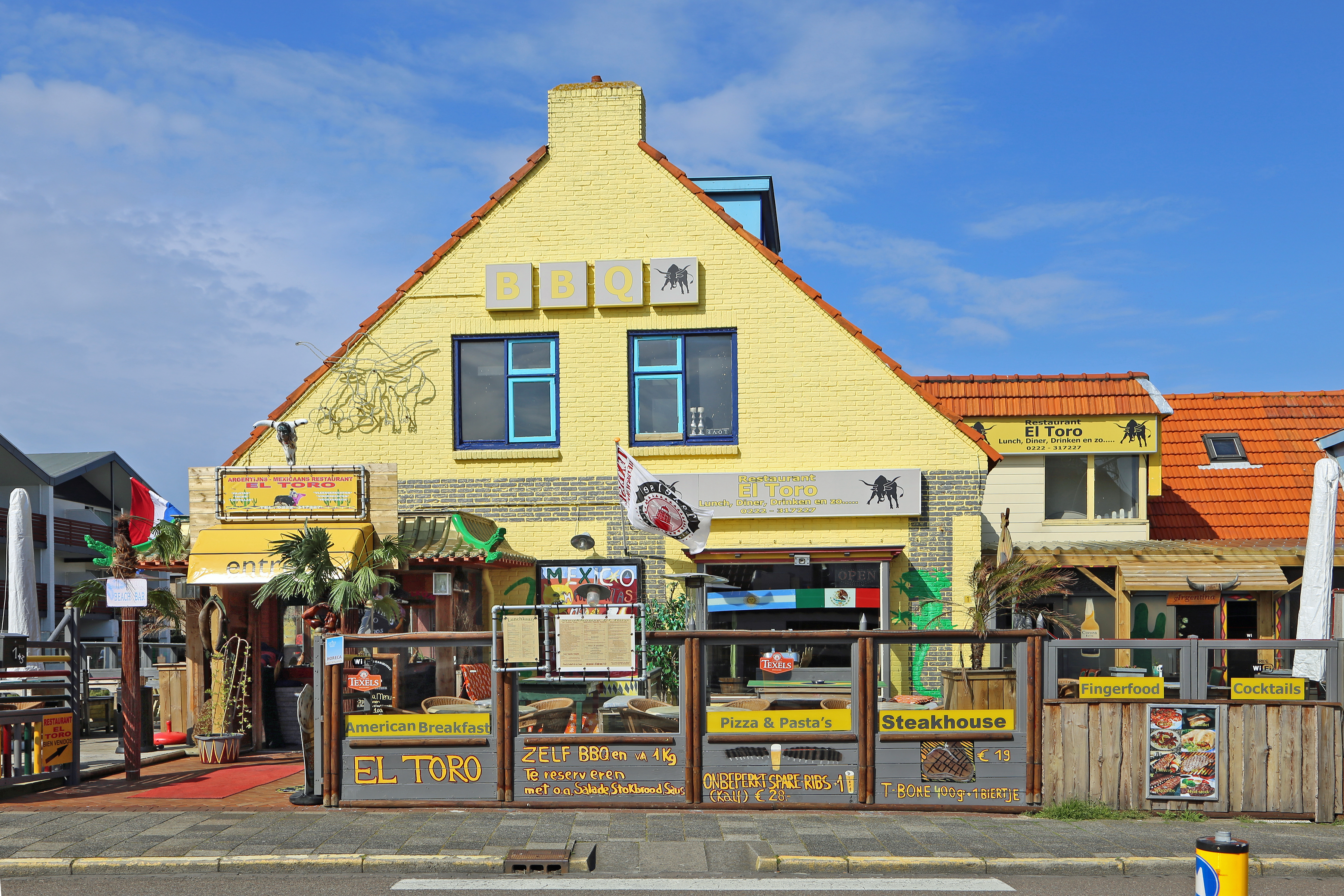
Ресторан у Де-Козі
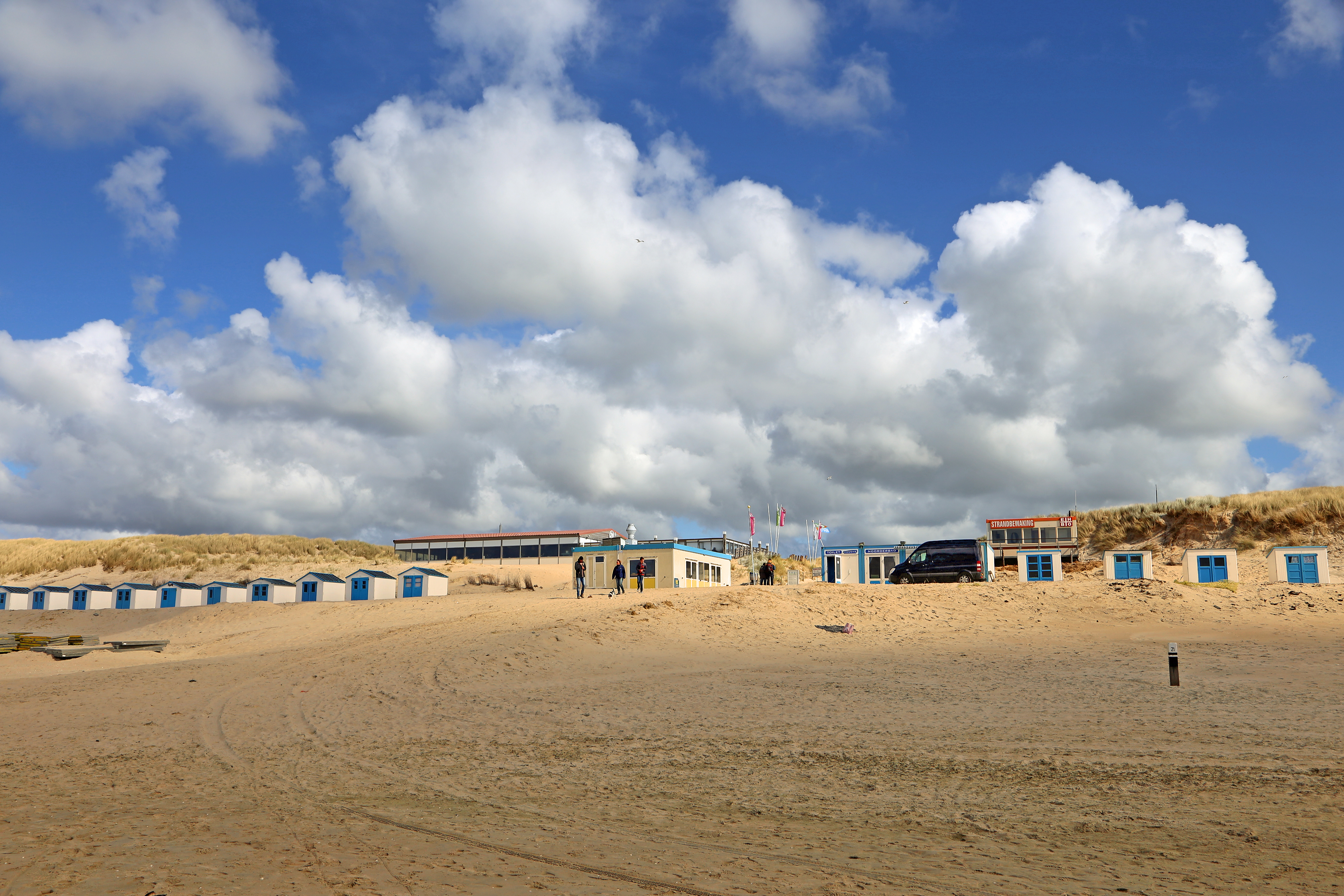
Пляж у селі